# Reichsausstellung Schaffendes Volk

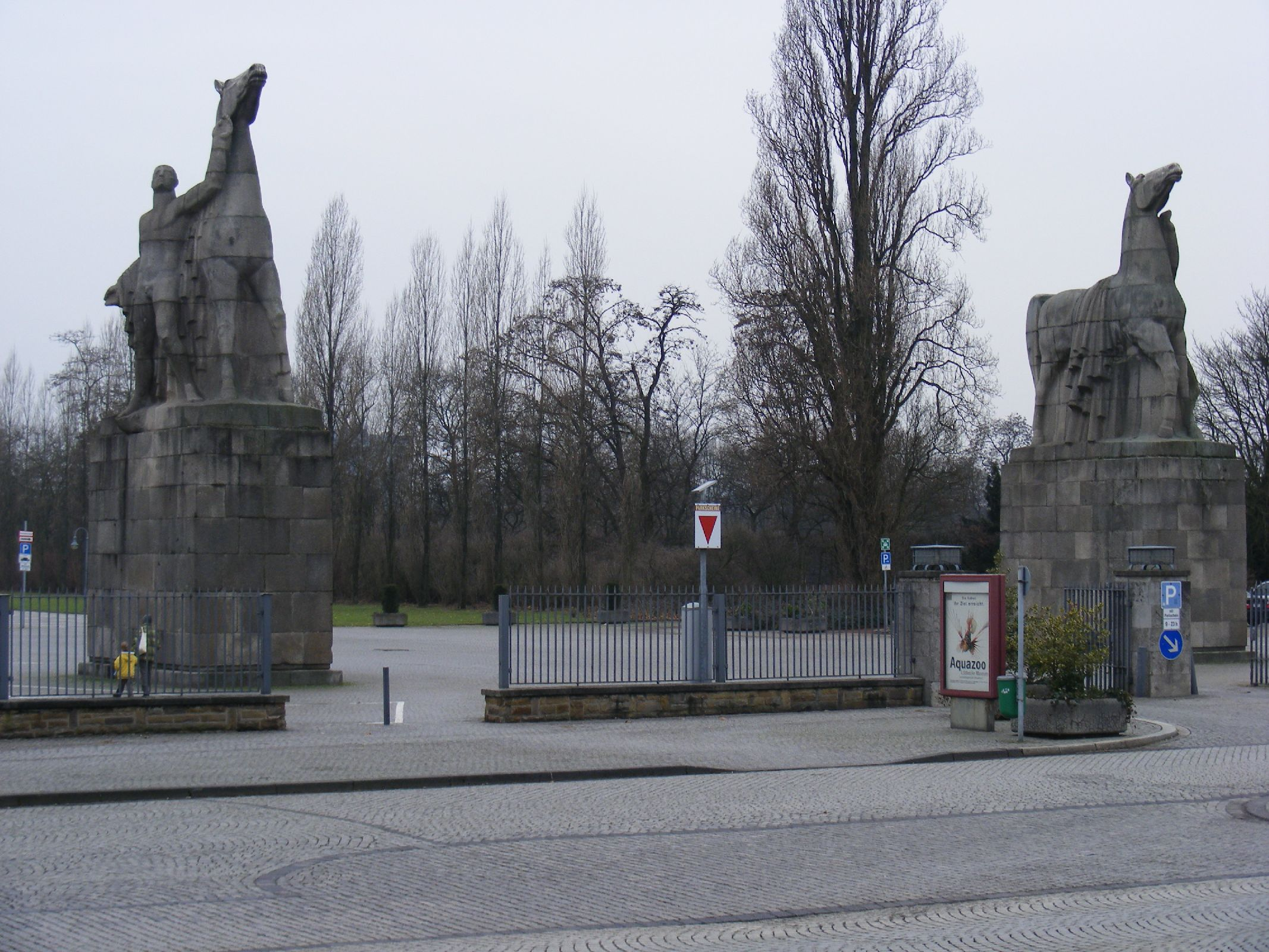
Skulpturengruppe Die Rossebändiger von Edwin Scharff als Relikt der Reichsausstellung Schaffendes Volk im Nordpark Düsseldorf

 Die Reichsausstellung Schaffendes Volk 1937 in Düsseldorf war die wichtigste, auch nach außen hin bedeutendste Propagandaschau Deutschlands in der Zeit des Nationalsozialismus. 

## Geschichte

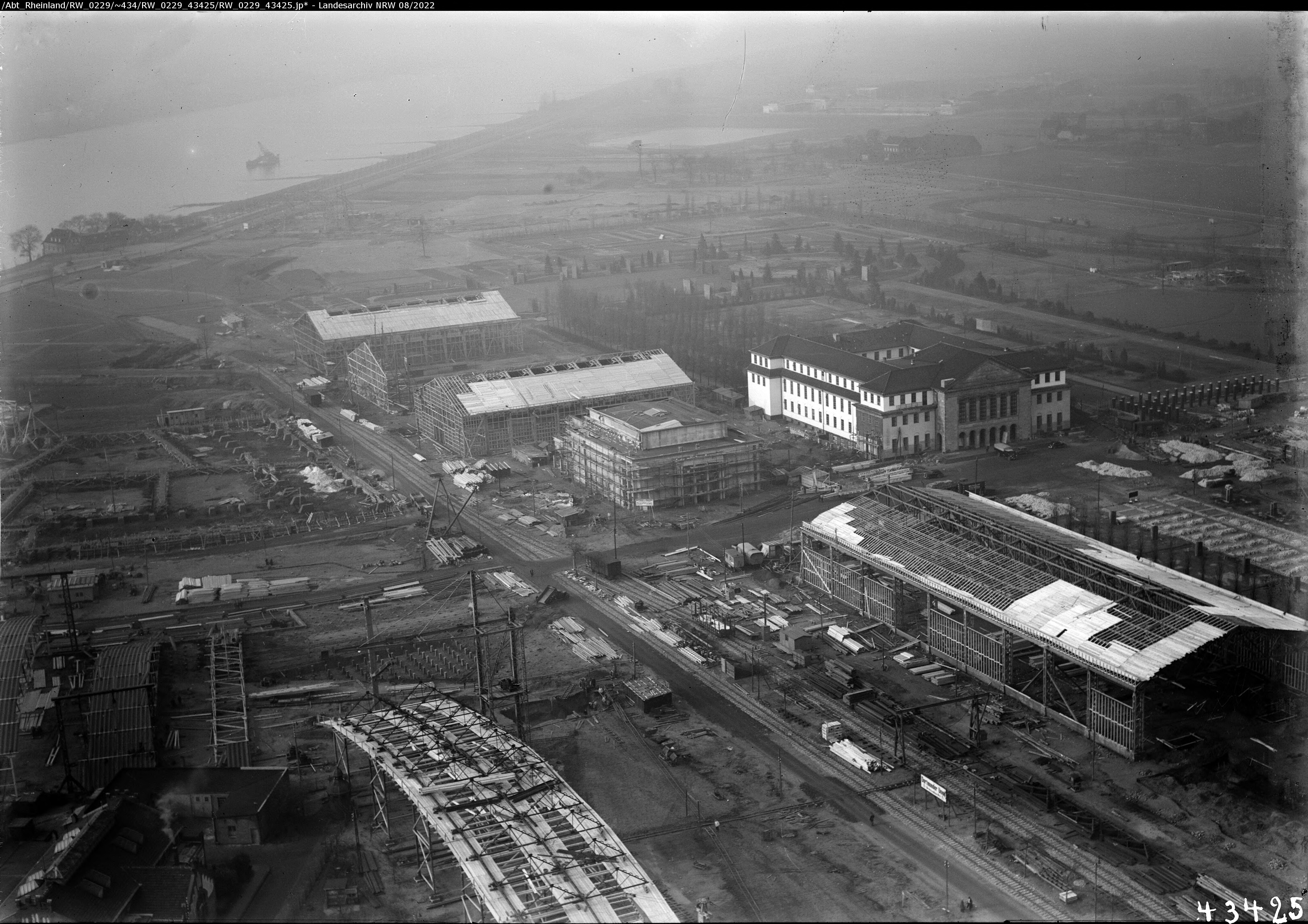
Aufbau „Ausstellung Schaffendes Volk“, Düsseldorf-Stockum, Schrägluftbild Hansa Luftbild, 1936

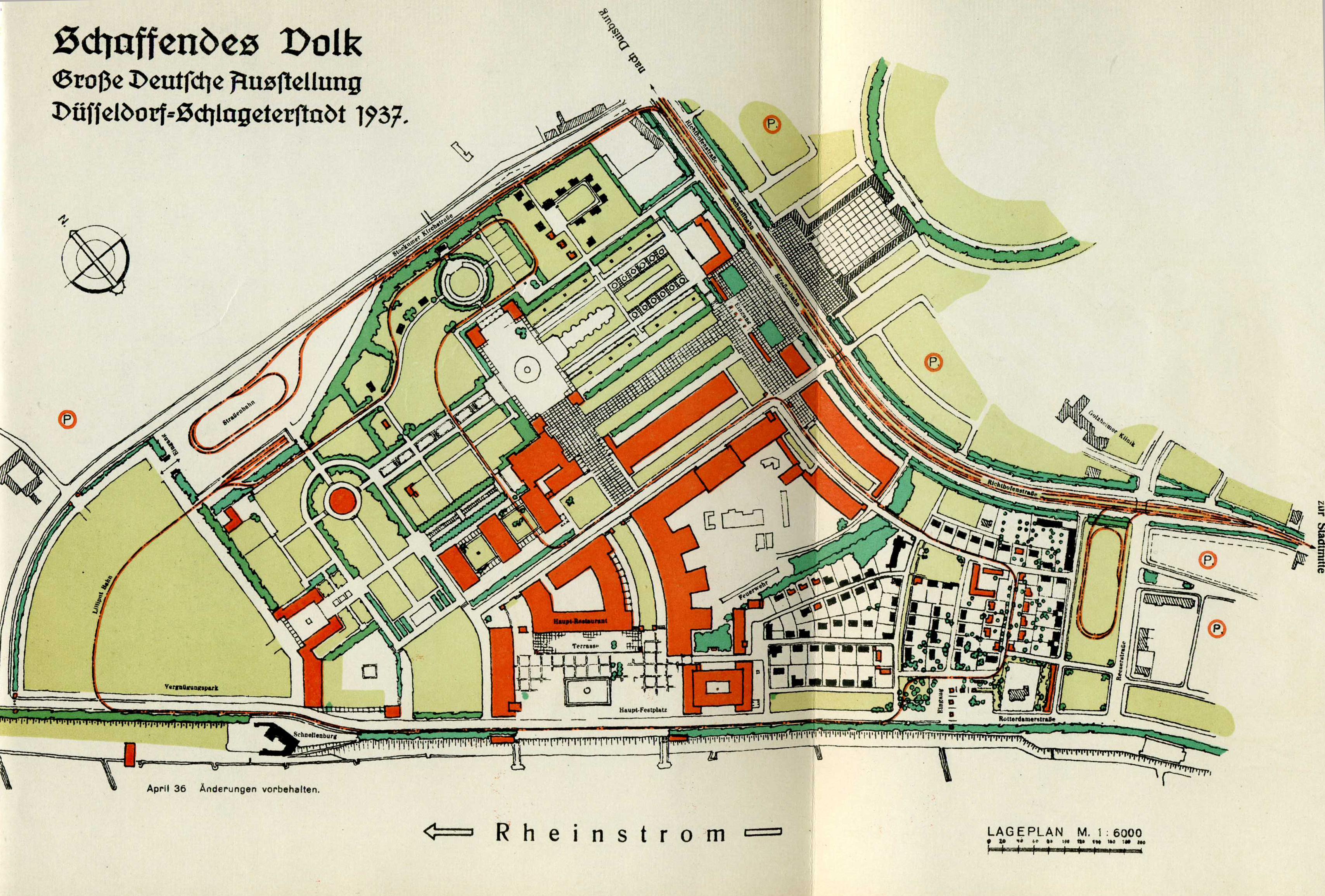
Lageplan Große Deutsche Ausstellung Düsseldorf-Schlageterstadt 1937

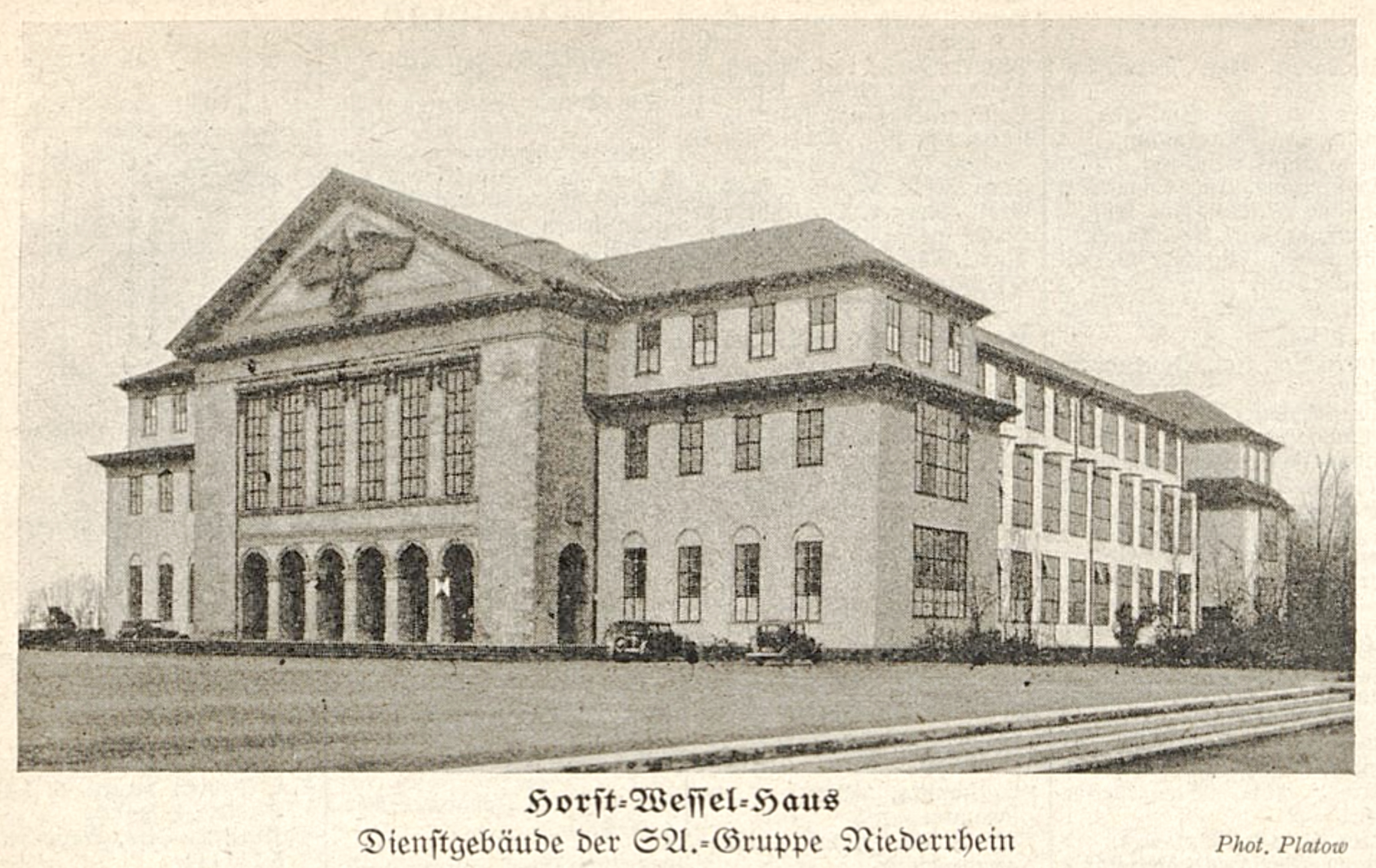
„Horst-Wessel-Haus“, vormals „Neue Akademie“ an der Menzelstraße 16 in Düsseldorf-Stockum, 1939

Bereits in den 1920er Jahren gab es Planungsideen zur Anlage eines Ausstellungsparks im Bereich der Golzheimer Heide, die sich nördlich des Vorortes Golzheim zwischen Rhein und dem Ortsteil Rath erstreckte. Dort, unweit des Rheinufers, lag seit 1915 bereits die sogenannte „Neue Akademie“ bzw. „Neue Kunstakademie“, ein Komplex von Künstlerwohnungen und Ateliers der Kunstakademie Düsseldorf. Einen neuen Anschub erhielt der Gedanke eines Ausstellungsparks, nachdem Düsseldorf 1930 die Hauptstadt eines NSDAP-Gaus geworden war und der Gauleiter Friedrich Karl Florian über einen 1934 durchgeführten Wettbewerb für ein Schlageterforum bis Mitte der 1930er Jahre ambitionierte Vorstellungen entwickelt hatte, Düsseldorf unter Anknüpfung an den Schlageter-Kult, das Schlageter-Nationaldenkmal sowie Düsseldorfer Messe- und Kunstausstellungstraditionen als Mittelpunkt des Gaus Düsseldorfs zum Zentrum des Nationalsozialismus im Westen Deutschlands zu machen. Die daraus hervorgehenden Planungen standen unter staatlicher Aufsicht des Werberats der deutschen Wirtschaft. Sie hatten eine Vorbereitungsphase von anderthalb Jahren. Mit ihnen entstand ein völlig neues Stadtviertel in Düsseldorf, das nach Albert Leo Schlageter Schlageterstadt benannt wurde. Im Juli 1936 wurde bekannt gemacht, dass für das vorgesehene Gelände des Ausstellungspark Wege und Wegeteile für den öffentlichen Verkehr eingezogen werden.
Über sechs Millionen Menschen strömten aus dem In- und Ausland an den Rhein, um hier das „neue deutsche Wohnen“, das „neue deutsche Arbeiten“ und die „neue deutsche Kunst“ zu sehen. Von dem realisierten Konzept sind heute die Parkanlage des Nordparks, die anschließenden Mustersiedlungen sowie ein breit ausgebauter Abschnitt der Kaiserswerther Straße erhalten. 
Die zwei angelegten Mustersiedlungen waren die Wilhelm-Gustloff-Siedlung, heute Nordparksiedlung in Stockum, mit 14 Häusern im Norden des Ausstellungsgeländes, die eine Arbeitersiedlung darstellte und die Siedlung Schaffendes Volk, ab 1937 Schlageterstadt, heute Golzheimer Siedlung, im südlichen Teil des Ausstellungsgeländes mit Wohnraum der gehobenen Ansprüchen für Führungskräfte aus Politik, Wirtschaft und Kunst.

## Beteiligte Architekten (Auswahl)
- Fritz Becker – künstlerische Gestaltung der Freifläche; des Weiteren der Bau des Konditorencafé, die runde Pflanzenhalle, Bauten am Konzertplatz und am Wassergarten, die Pergola am Irisgarten und den Laubengang im Rosengarten, Konditorei-Café, Tanzring
- Peter Dierichsweiler – „Ehrenhalle der Partei“, das Maximilian-Weyhe Haus, seit 1960 Sitz des Garten-Friedhofs- und Forstamt der Stadt Düsseldorf, Kaiserswerther Straße 390
- Arnold Emundts – künstlerische Leitung des Architekturbüros
- Wilhelm Elmpt – Bahnhöfe der Liliputbahn der Rheinischen Bahngesellschaft
- Emil Fahrenkamp – Gebäudegruppe am Hauptfestplatz und Mannesmann-Pavillon
- Peter Grund – künstlerischer Oberleiter, Gesamtbebauungsplan
- Robert Meyer – Leitung des Architekturbüros
- Leopold Schmalhorst
- Walter von Wecus – Verantwortlicher für die „gesamtkünstlerische Gestaltung“ der „Licht-, Fahnen- und Wasserspiele“

Architekten der Häuser in der „Schlageter-Siedlung“ 1937, u. a. Ingo Beucker, Wilhelm Elmpt, Peter Grund, Helmut Hentrich, Hans Heuser, Hans Junghanns, Walter Köngeter, Hans Heinz Lüttgen, Wilhelm Mohr, Ernst Petersen, Klaus Reese, Franz Schneider, Heinz Thoma.

## Beteiligte Gartenarchitekten (Auswahl)
- Wilhelm Tapp (1887–1957) – Gartendirektor
- Hans Schiller
- Wilhelm Nerche (* 1884) – Rosengarten

## Beteiligte Künstler (Auswahl)
- Josef Daniel Sommer
- Zoltan Székessy – „Sitzendes Kind“ für einen Brunnen in der Schlageter Siedlung
- Edwin Scharff – die „Rossebändiger“
- Kurt Zimmermann – „Bauer“ und „Bäuerin“, Skulpturen der Gruppe „Die Ständischen“
- Alexander Zschokke – „Fischer“ und „Matrose“ (verschollen), Skulpturen der Gruppe „Die Ständischen“
- Ernst Gottschalk – „Spatenmann“, Skulptur der Gruppe „Die Ständischen“
- Willi Hoselmann – „Falkner“, Skulptur der Gruppe „Die Ständischen“
- Alfred Zschorsch – „Winzerin“, Skulptur der Gruppe „Die Ständischen“
- Robert Ittermann – „Schäferin“, Skulptur der Gruppe „Die Ständischen“
- Johannes Knubel – „Sitzende“, Kalksteinplastik
- Arno Drescher – Plakatgestaltung[4]
- Oswald Petersen – Wandmalerei
- Kurt Otte (1912–1956) – Wandbilder Halle 36, Mannesmann Röhrenweke
- Hans Kohlschein – zwei Wandbilder in Halle 12, Reichsverband der öffentlich-rechtlichen Versicherung; Wandmalereien Halle 13, Henkel
- Richard Schwarzkopf – künstlerische Oberleitung der Schriftgestaltung auf der Ausstellung

## Beteiligte Wissenschaftler (Auswahl)
- Gustav Langen – siedlungswissenschaftliche Leitung der Abteilung „Deutscher Lebensraum“ (Halle 35)